# Halterofilismo nos Jogos Olímpicos de Verão da Juventude de 2014 - Até 48 kg feminino
As provas de halterofilismo na categoria até 48 kg para moças nos Jogos Olímpicos de Verão da Juventude de 2014 decorreram a 17 de agosto de 2014 no Centro Internacional de Exposições de Nanquim, na China. A chinesa Jiang Huihua venceu, seguida por Ru Songgum, da Coreia do Norte, que conquistou a medalha de prata, enquanto Rebeka Koha, da Letónia, ficou com o bronze.

## Medalhistas
| Ouro   | CHN Jiang Huihua |
| Prata  | PRK Ru Songgum   |
| Bronze | LAT Rebeka Koha  |

## Resultados
| Pos.              | Nome                      | Peso corporal | Arranque (kg) | Arranque (kg) | Arranque (kg) | Arranque (kg) | Arremesso (kg) | Arremesso (kg) | Arremesso (kg) | Arremesso (kg) | Total (kg) |
| Pos.              | Nome                      | Peso corporal | 1             | 2             | 3             | Res.          | 1              | 2              | 3              | Res.           | Total (kg) |
| ----------------- | ------------------------- | ------------- | ------------- | ------------- | ------------- | ------------- | -------------- | -------------- | -------------- | -------------- | ---------- |
| Medalha de ouro   | CHN Jiang Huihua          | 47,30         | 80            | 85            | 88            | 88            | 90             | 100            | 105            | 105            | 193        |
| Medalha de prata  | PRK Ri Songgum            | 45,65         | 66            | 70            | 72            | 72            | 88             | 93             | 95             | 93             | 165        |
| Medalha de bronze | LAT Rebeka Koha           | 47,57         | 71            | 73            | 75            | 75            | 86             | 90             | 94             | 90             | 165        |
| 4                 | TUR Gamze Karakol         | 46,77         | 61            | 63            | 65            | 65            | 80             | 83             | 85             | 85             | 150        |
| 5                 | VIE Ngô Thị Quyên         | 47,44         | 60            | 63            | 65            | 65            | 77             | 80             | 84             | 84             | 149        |
| 6                 | MYA Oo Zin May            | 47,64         | 60            | 60            | 63            | 63            | 80             | 85             | 88             | 85             | 148        |
| 7                 | BRA Emily Rosa Figueiredo | 46,85         | 62            | 66            | 66            | 62            | 78             | 78             | 80             | 78             | 140        |
| 8                 | PER Fiorella Cueva        | 47,13         | 52            | 52            | 55            | 55            | 75             | 75             | 79             | 79             | 134        |
| 9                 | ITA Alessandra Pagliaro   | 43,41         | 58            | 61            | 64            | 61            | 68             | 72             | 72             | 72             | 133        |
| 10                | BAN Jahura Akter Reshma   | 46,84         | 53            | 53            | 55            | 55            | 66             | 69             | 72             | 72             | 127        |
| 11                | PNG Bea Ovia              | 47,85         | 48            | 51            | 54            | 51            | 63             | 68             | 68             | 63             | 114        |